# Extracteur de Soxhlet
Pour les articles homonymes, voir Extracteur.

Représentation schématique d'un extracteur de Soxhlet :
1 Agitateur magnétique
2 Ballon à col rodé
3 Retour de distillation (tube d'adduction)
4 Corps en verre
5 Filtre
6 Haut du siphon
7 Sortie du siphon
8 Adaptateur d'expansion
9 Condenseur
10 Sortie de l'eau de refroidissement
11 Entrée de l'eau de refroidissement

Un extracteur de Soxhlet (ou appareil de Soxhlet) est une pièce de verrerie utilisée en chimie analytique et en chimie organique qui permet de faire l'extraction par solvant en continu d'une espèce chimique contenue dans une poudre solide. Cet appareil porte le nom de son inventeur : Franz von Soxhlet.

## Description
Il se compose d'un corps en verre (4) dans lequel est placée une cartouche en papier-filtre épais en forme d'un bâtonnet (5), d'un tube siphon (6-7) et d'un tube d'adduction (3). Dans le montage, l'extracteur est placé sur un ballon (2) contenant le solvant d'extraction (1). Dans l'extracteur est insérée une cartouche dans laquelle est placée la poudre contenant l'espèce à extraire ; puis un réfrigérant (9-10-11) est adapté au-dessus de l'extracteur (il est également souhaitable d'utiliser un chauffe-ballon avec agitation magnétique intégrée, afin d'éviter des à-coups d'ébullition qui provoquent une remontée du liquide contenu dans le ballon et non de vapeurs de solvant pures. À défaut on peut placer des billes de verres dans le ballon).
Quand le ballon est chauffé, les vapeurs de solvant passent par le tube adducteur, se condensent dans le réfrigérant et retombent dans le corps de l'extracteur, faisant ainsi macérer le solide dans le solvant (chauffé par les vapeurs se trouvant en dessous). Le solvant condensé s'accumule dans l'extracteur jusqu'à atteindre le sommet du tube-siphon, qui provoque alors le retour du liquide dans le ballon, accompagné des substances extraites, et le solvant contenu dans le ballon s'enrichit donc progressivement en composés solubles.
Le solvant continue alors de s'évaporer, alors que les substances extraites restent dans le ballon (leur température d'ébullition doit être nettement supérieure à celle du solvant extracteur).

## Avantages
Le cycle se répète indéfiniment. On peut ainsi épuiser complètement le solide en quelques cycles sans intervention. Le résultat est équivalent à une série de macérations successives, mais cette technique ne nécessite pas un grand nombre d'opérations.
Ainsi, on a un net gain de temps de manipulation (à condition de laisser l'appareil fonctionner un certain temps) : une fois mis en route, le montage n'a pas besoin d'être manipulé ni même surveillé jusqu'à son démontage.
De plus, cette méthode requiert nettement moins de solvant que la méthode des macérations successives pour une même efficacité d'extraction. L'intérêt est donc également économique.
Le solvant est constamment distillé, de sorte qu'il ne se sature jamais. Même si la substance extraite est en trop grande quantité par rapport au solvant et qu'elle dépasse sa solubilité maximale, c'est toujours du solvant pur qui retombe de l'évaporateur.

## Inconvénients
L'extraction par Soxhlet peut présenter quelques inconvénients :
- La taille de la cartouche étant limitée, il peut être nécessaire de réaliser plusieurs extractions successives avec plusieurs cartouches, ce qui peut prendre un temps considérable
- L'extraction à chaud peut dégrader certaines substances chimiques

## Applications
- Extraction d'hydrocarbures aromatiques polycycliques dans des sols pollués, avec de   l'acétonitrile comme solvant.
- Extraction de fullerènes d'une suie.
- Extraction de la caféine des feuilles de thé.
- Extraction de molécules odorantes telles que des terpènes dans les végétaux.
- Purification de polymères conducteurs des impuretés de synthèse.
- Purification de composés peu solubles de leurs impuretés encore moins solubles.
- Extraction de monomère dans un polymère.

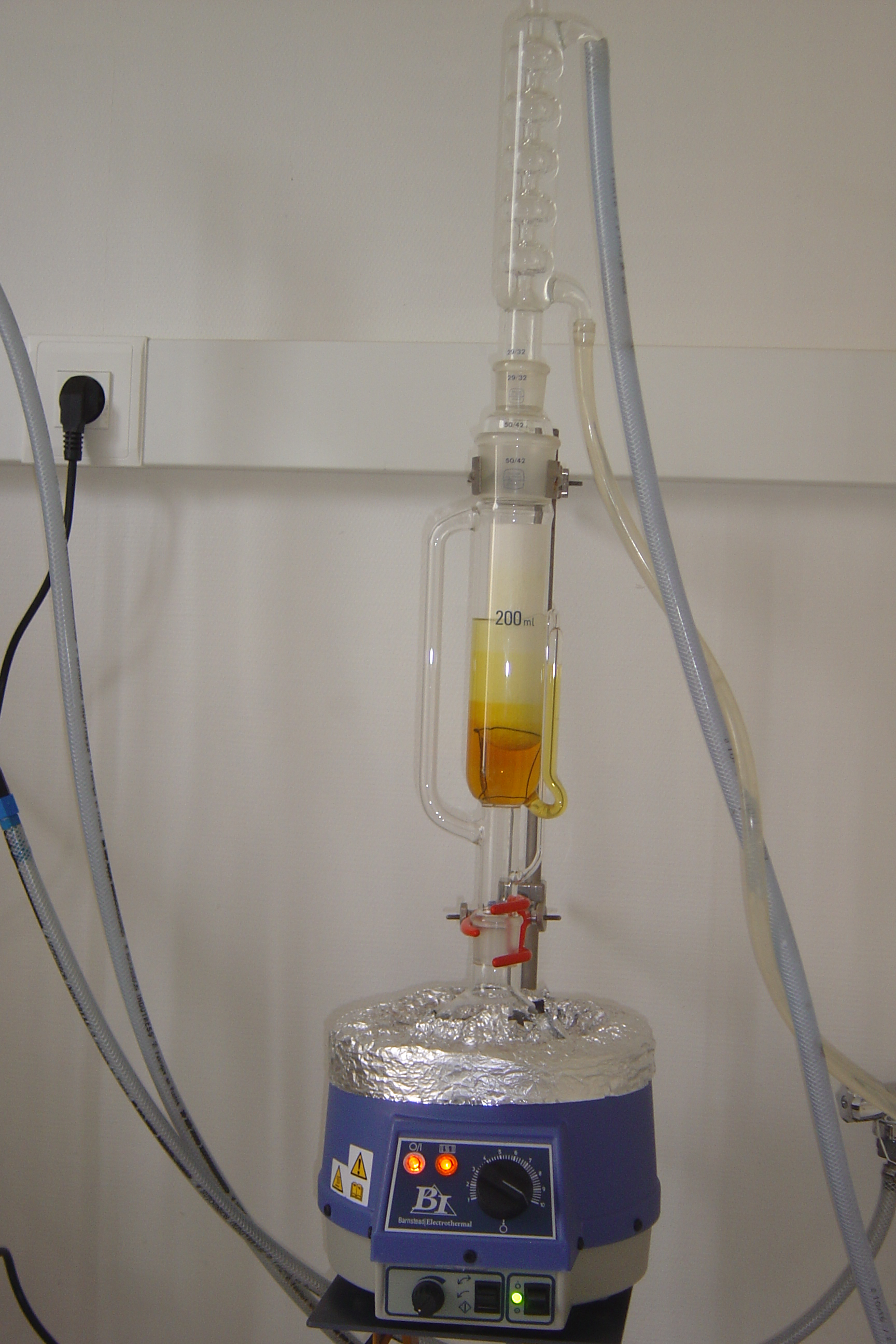
montage de laboratoire
mécanisme